# 임선재
임선재(任宣宰, 1901년 ~ 1955년 3월 31일)는 일제강점기의 조선귀족으로, 본관은 풍천, 본적은 서울특별시 종로구 사직동이며 자작 임선준의 손자이자 임낙호의 아들이다.

## 생애
1922년 6월 30일 자신의 아버지였던 임낙호가 받은 자작 작위를 승계받았으며 1928년 11월 16일 일본 정부로부터 쇼와 대례 기념장을 받으면서 정5위에 서위되었다.
1930년 1월 22일 창복회로부터 1월분 교부금 170원을 받았고 1933년 8월 1일 일본 정부로부터 종4위, 1940년 8월 15일 정4위에 서위되었다. 1940년 11월 10일 일본 기원 2600년 축전에 초대받은 것을 계기로 일본 정부로부터 기원 2600년 축전 기념장을 받았으며 광복 이후인 1949년 5월 28일 반민족행위특별조사위원회로부터 호출장을 발부받았다.
친일파 708인 명단의 조선귀족 부문, 민족문제연구소의 친일인명사전 수록자 명단의 수작/습작 부문, 친일반민족행위진상규명위원회가 발표한 친일반민족행위 705인 명단에 포함되었다.

## 참고자료
- 친일반민족행위진상규명위원회 (2009). 〈임선재〉. 《친일반민족행위진상규명 보고서 Ⅳ-15》. 서울. 92~95쪽.